# 関シティターミナル
関シティターミナル（せきシティターミナル）は、岐阜県関市の関駅西口にある「関駅西口駅前広場」を使用したバスターミナルである。

## 沿革

### 前史
- 2005年4月1日 名古屋鉄道美濃町線廃止。岐阜乗合自動車による路線バス岐阜関線に事実上転換。

### 開業後
- 2014年4月1日 運用開始。

## 概要
実質的には関駅に付随するバス乗り場であり、ほぼ南北方向に路線を伸ばす長良川鉄道越美南線（北濃・美濃太田方面）と主に東西方向（岐阜・せき東山方面）に走る岐阜乗合自動車（岐阜バス）路線バスの相互乗り換え拠点として機能している。
このターミナルが設置された背景には岐阜を結んでいた路面電車路線・名鉄美濃町線の廃止がある（2005年）。2014年に本ターミナルができるまで関のターミナルは新関駅前（現・栄町1丁目バス停）であり、東京方面の高速バスは市役所敷地内にある関市役所前バス停に分散しており、各交通機関の結節が課題となっていた。
そこで市がバスターミナル整備に乗り出し、名古屋・東京などの高速バスを含めたバス各線を関駅西側に集約させ、さらにはパークアンドライド機能を加えた関の新たな中心的交通拠点として開業させた。

## バスターミナル構造
バス乗降場は3ヶ所設置されている他、一般車乗降場、タクシー乗降場、有料駐車場（171台）、関駅北濃方面ホームへの連絡通路がある。待合所が設置されている。
待合所内には、自動販売機・時刻表・観光案内等のパンフレット類が設置されており、一部の特産品も販売（後述の窓口）。
また、待合所には岐阜バスの関旅行センターが併設されており、窓口では定期券などの乗車券類の他、岐阜バスの乗車カードayucaの自動入金機も設置されている（名鉄バスmanacaのチャージは不可）。現金・乗車カードのみである一般路線バスと高速名古屋関美濃線の普通乗車券は発売しない。
緊急時は避難所の役割もあり、マンホール式トイレ、防災備蓄倉庫、飲料用耐震性貯水槽が設置されている。

## 乗り入れる路線

### 一般路線

#### 岐阜乗合自動車（岐阜バス）
- 岐阜関線
  - せき東山
  - 岐阜医療科学大学
  - 名鉄岐阜・JR岐阜
  - 岐阜市役所・鶯谷高校口
- 関上之保線
  - 武儀生涯学習センター
  - 上之保事務所
  - 中濃厚生病院
- 関板取線
  - せき東山
  - ほらどキウイプラザ（寺尾経由）
  - ほらどキウイプラザ（樫瀬経由）　※土日休日、8月13日〜15日、12月29日〜翌年1月3日は運休

#### 関シティバス
- 買い物循環線
- わかくさ・小金田線
- わかくさ・千疋線
- デマンドバス（㈱ドライビングサービス運行）

#### その他
- マーゴ無料シャトルバス　※土日祝日のみ

### 高速バス
- パピヨン号（小田急ハイウェイバス・岐阜乗合自動車）
  - 東京新宿
- 高速名古屋関美濃線（岐阜乗合自動車・名鉄バス）
  - 名古屋
  - 中濃庁舎
  - 中濃庁舎（せき東山経由）
  - 山県BT　※土・休日1本のみ
  - 関テクノハイランド　※土・休日1本のみ

#### 過去にあった路線
- わかくさ・下有知東線
  - 2014年10月1日廃止
- わかくさ・下有知西線
  - 2014年10月1日廃止
- わかくさ・小瀬線
  - 2014年10月1日廃止
- 高速関・長島線（岐阜乗合自動車・三重交通）
  - 2013年8月17日より運行していたが、利用客の増加が見込めず、平成31年2月廃止。
- 市街地病院循環線
  - 2020年10月1日廃止
- 倉知線　※土日休日、8月13日〜15日、12月29日〜翌年1月3日は運休
  - 2025年4月1日廃止